# Howard Jones
John Howard Jones, född 23 februari 1955 i Southampton, är en brittisk sångare, låtskrivare och musiker.
Han är den äldste av fyra syskon (bröderna Roy, Martin, och Paul). Född i Southampton, Hampshire i Storbritannien tillbringade han sina unga år i Stokenchurch och fick sin utbildning vid Royal Grammar School. Han studerade ett år vid Royal Northern College of Music i Manchester. Han bor nu med sin familj i Somerset.

## Tidig karriär
Howard Jones började ta pianolektioner när han var sju år gammal. För extra inkomst brukade han även ge pianolektioner och en av hans elever, Jan Smith, blev sedermera hans hustru.
De tidiga tonåren tillbringade Howard i Kanada, där han vid femton års ålder gick med i sitt första band, Warrior.
Sedan familjen flyttat tillbaka till England var Howard med om en bilolycka, från vilken han använda försäkringspengarna till att köpa sin första synthesizer, en Moog Prodigy. Av misstag levererades två instrument, men han gillade kombinationen så mycket att han beslöt sig för att betala för den andra synten. Han började göra lokala soloframträdanden men bjöd snart in pantomimartisten Jed Hoile, som improviserade koreografi medan Howard spelade i bakgrunden.
Howard uppträdde som förband åt China Crisis och OMD innan han sommaren 1983 fick kontrakt med skivbolaget WEA.

## Genombrott
Med Human's Lib (1984) fick Jones ett globalt genombrott med singlarna "New Song", "What Is Love?", "Hide And Seek" och "Pearl In The Shell". 1985 släpptes Dream Into Action varifrån "Things Can Only Get Better" blev den största singelframgången. Samma år framträdde Jones på Live Aid där han framförde "Hide And Seek" ensam på piano.
1986 släpptes One To One som bland annat innehöll en nyinspelning av låten "No One Is To Blame" tillsammans med Phil Collins. Plattan blev inte samma massiva framgång som tidigare album. Jones publik lämnade honom till förmån för andra, yngre, artister samtidigt som musiken gick ifrån den tidiga synthpopen till förmån för ett mognare sound. Han behöll dock en mindre, men trogen publik även på de efterföljande albumen Cross That Line (1989) och In The Running (1992) varav den senare är en favorit hos fansen.
På 1990- och 2000-talet har Jones fortsatt att släppa skivor och turnerat. Han har även fått litet av en renässans på senare år i och med att intresset för 80-talets musik har ökat. I oktober 2009 släpptes ett nytt album kallat Ordinary Heroes.

## Diskografi

### Album
- Human's Lib (1984)
- The 12" Album (1984)
- Dream Into Action (1985)
- Action Replay (1986)
- One To One (1986)
- Cross That Line (1989) med "Out of Thin Air"
- In The Running (1992)
- Working In The Backroom (1993)
- Angels & Lovers (1997)
- People (1999)
- Perform.00 (2000)
- Pefawm (2000)
- Metamorphosis (2001)
- Perform.01 (2001)
- Piano Solos - For Friends & Loved Ones (2003)
- Revolution Of The Heart (2005)
- Piano Solos Volume 2 (2007)
- Revolution Remixed & Surrounded (2007)
- Ordinary Heroes (2009)
- Engage (2015)
- Transform (2019)

### Livealbum
- Live Acoustic America (1996)
- The Peaceful Tour Live (2002)
- Live in Birkenhead (2007)
- The 25th Anniversary Concert Live at The indigO2 (2008)

### Samlingsalbum
- The Best Of Howard Jones (1993)
- The Essentials (2002)
- The Very Best Of Howard Jones (2003)
- The Ultimate Collection (2005)
- The Platinum Collection (2006)

### Singlar
- "New Song" (1983)
- "What Is Love?" (1983)
- "Hide And Seek" (1984)
- "Pearl In The Shell" (1984)
- "Like To Get To Know You Well" (1984)
- "Things Can Only Get Better" (1985)
- "Look Mama" (1985)
- "Life In One Day" (1985)
- "No One Is To Blame" (1986)
- "All I Want" (1986)
- "You Know I Love You... Don't You?" (1986)
- "Little Bit Of Snow" (1987)
- "Everlasting Love" (1989)
- "The Prisoner" (1989)
- "Lift Me Up" (1992)
- "Two Souls" (1992)
- "Tears To Tell" (1992)
- "I.G.Y (International Geophysical Year)" (1993)
- "Angels & Lovers" (1997)
- "Tomorrow Is Now" (1998)
- "Let The People Have Their Say" (1999)
- "No One Is To Blame" (2000)
- "Someone You Need" (duett med Duncan Sheik) (2000)
- "Everlasting Love" (2001)
- "Revolution Of The Heart" (2003)
- "Just Look At You Now" (2005)